# Діапортові
Діапортові (Diaporthales) — порядок аскомікотових грибів класу Sordariomycetes. У порядку описано велику кількість патогенних для рослин грибів, найвідомішим з яких є Cryphonectria parasitica, що вражає каштан американський (Castanea dentata).

## Систематика
В порядку є роди, які не входять до складу жодної родини цього порядку (Incertae sedis):
- Anisomycopsis
- Apiosporopsis
- Caudospora
- Chromendothia
- Cryptoleptosphaeria
- Cryphonectria
- Cryptonectriella
- Cryptonectriopsis
- ?Exormatostoma
- Hercospora
- Jobellisia
- Keinstirschia
- Lollipopaia
- Pedumispora
- Pseudocryptosporella
- Pseudothis
- Savulescua
- Schizoparme
- Sphaerognomoniella
- Stioclettia
- ?Trematovalsa
- Vismya